# Karantena
Karantena je začasna prisilna osamitev živega bitja ali predmeta, zaradi suma okuženosti, z namenom preprečitve širjenja nekega nevarnega pojava. 
Najpogosteje se ukrep nanaša na osamitev ljudi zaradi preprečitev širjenja nalezljive bolezni, uporablja pa se tudi v drugih tovrstnih situacijah.

## Izvor in zgodovina
Poimenovanje izvira iz italijanske besede quarantina (izpeljanka besede quaranta - 40), kar se nanaša na prakso v Beneški v času kuge, ko so morale ladje čakati pred obalo 40 dni, preden so lahko vplule v pristanišče, v Dubrovniški republiki pa so posadke namestili v zato zgrajenih izolirnicah, ki so bile izven mesta in tudi na posameznih otokih. Podobne ukrepe so sicer poznali že pred tisočletji in izolacijo gobavcev opisuje že Stara zaveza. Čas karantene je namenjen temu, da se brez tveganja ugotovi, ali izolirani predstavlja potencialno nevarnost okolici. Za primer, če pri človeku obstaja sum na nalezljivo bolezen, je v karanteni toliko časa, kolikor je navadno potrebno da se razvijejo simptomi (pri kugi je bilo to 40 dni).

## Medicinskainmikološkapraksa
Predpisi o karanteni zaradi preprečevanja prenosa nalezljivih bolezni so bile prvič obširneje usklajene na mednarodni ravni na prelomu 20. stoletja, z več mednarodnimi sanitarnimi konvencijami zahodnih držav, ki so se osredotočale predvsem na nadzor bolezni, povezanih z Azijo in Srednjim vzhodom, kot so  (kolera, kuga in rumena mrzlica). V mednarodnem pravu jih je poenotila ustanovna listina Svetovne zdravstvene organizacije po drugi svetovni vojni.
Karantena kot postopek se ne uporablja samo na preprečevanje prenosa človeških bolezni med populacijami, temveč med drugim tudi za preprečevanje vnosa rastlinskih patogenov na ozemlje države preko trgovskih poti.